# Darwiniothamnus
Darwiniothamnus,  es un género de plantas perteneciente a la familia Asteraceae. Comprende 4 especies descritas y solo 3 aceptadas.

## Taxonomía
El género fue descrito por Gunnar Wilhelm Harling y publicado en Acta Horti Bergiani 20(3): 108. 1962.

## Especies
A continuación se brinda un listado de las especies del género Darwiniothamnus aceptadas hasta junio de 2011, ordenadas alfabéticamente. Para cada una se indica el nombre binomial seguido del autor, abreviado según las convenciones y usos.
- Darwiniothamnus alternifolius Lawesson & Adsersen
- Darwiniothamnus lancifolius (Hook.f.) Harling
- Darwiniothamnus tenuifolius (Hook.f.) Harling